# Diána Igalyová
Diána Igalyová (31. ledna 1965, Budapešť – 8. dubna 2021, Budapešť) byla maďarská sportovní střelkyně. Na olympijských hrách v Athénách roku 2004 vyhrála ženský závod ve skeetu. Na předchozí olympiádě v Sydney roku 2000, kde ženy v této disciplíně prvně soutěžily samostatně, brala ve skeetu bronz. Ve skeetu byla též dvojnásobná individuální mistryně světa (1998, 2002) a měla ze světového šampionátu i dvě zlata ze skeetové soutěže družstev (1990, 1994). Byla též mistryní Evropy z roku 1991 a vlastnila též další čtyři kolektivní zlata z evropského šampionátu (1991, 1993, 1994, 1995). Měla též 22 titulů mistryně Maďarska. Šestkrát byla vyhlášena nejlepším sportovním střelcem Maďarska (1994, 1998, 1999, 2000, 2002, 2004). V letech 2013 až 2016 byl členem Valného shromáždění Maďarského olympijského výboru a aktivně se podílela na práci výboru sportovců. V roce 2013 byla zvolena viceprezidentkou Maďarské střelecké asociace a prezidentkou sekce skeetu a trapu. Zemřela na covid-19 během pandemie této choroby roku 2021.